# Liste des facteurs en chef de Colombie
Voici la liste des facteurs en chef (traduction de l'anglais Chief Factor, traduit également parfois par agent principal, commandant d'un poste de traite) du district de Colombie, partie du territoire de l'Oregon administrée par la Compagnie de la Baie d'Hudson du 12 décembre 1813 jusqu'à son changement de nom pour la Colombie-Britannique le 2 août 1858.

## Facteurs en chef
- 12 décembre 1813-4 avril 1814 : John McDonald of Garth
- 7 avril 1814-22 mai 1814 : Donald McTavish
- 22 mai 1814-21 mars 1821 : James Keith (provisoire)
- 13 août 1813-1823 : John Haldane
- 1823-1824 : John Dugald Cameron
- 1824-19 mars 1825 : Alexander Kennedy
- 19 mars 1825-22 mars 1838 : John McLoughlin (première fois)
- 22 mars 1838-octobre 1839 : Peter Skene Ogden et James Douglas (première fois) et Samuel Black
- Octobre 1839-juin 1845 : John McLoughlin (deuxième fois)

## Chefs du Bureau de direction
- Juin 1845-novembre 1845 : John McLoughlin (troisième fois)
- Novembre 1845-4 août 1849 : James Douglas (deuxième fois)

## Agent
- 4 août 1849-11 mars 1850 : James Douglas (troisième fois)

## Lieutenant-gouverneur
- 11 mars 1850-2 août 1858 : Richard Blanshard